# Firmin Vermeil
Firmin Jean Jacques Vermeil (Chalon-sur-Saône, 24 settembre 1914 – Znamenskaïa, 17 luglio 1943) è stato un militare francese,  particolarmente distintosi nel corso della seconda guerra mondiale. Decorato con la Croce di Cavaliere della Legion d'onore, dell'Ordre de la Libération, e della Croix de guerre 1939-1945 con palma di bronzo. Mort pour la France.

## Biografia
Nacque a Châlon-sur-Saône (Saona e Loire) il 24 settembre 1914, figlio di un ufficiale dell'Armée de terre. Dopo gli studi superiori presso il Liceo Lalande di Bourg-en-Bresse, si arruolò nell'Armée de l'air il 29 settembre 1934, in forza al 2° Battaglione aeronautico come allievo pilota, conseguendo il brevetto il 21 agosto del 1935. Fu nominato sergente presso la Base Aerea 112 a Reims l'11 novembre 1935. 
Ebbe vari incarichi e, il 3 maggio 1939 fu assegnato alla base aerea di Romilly. Il 3 settembre 1939, scoppiò la guerra con la Germania, e il 5 dello stesso mese entrò in servizio presso la 3ª Compagnia del Battaglione aeronautico 110. Il 5 novembre 1939 passò al Battaglione aeronautico 108, e il 31 dicembre al Battaglione aeronautico 125 a Istres.
Il 10 maggio 1940, quando iniziò la battaglia di Francia, ricopriva l'incarico di istruttore presso la Scuola di acrobazia aerea di Salon-de-Provence. Chiese subito di essere assegnato a un'unità da combattimento e fu assegnato a Châteauroux, dove apprese la tecnica del bombardamento in picchiata.
Dopo la firma dell'armistizio con la Germania nazista, fu evacuato in Nord Africa e assegnato al 206° Battaglione aeronautico a Meknès, in Marocco, dove fu smobilitato il 20 agosto 1940.
Si unì ai movimenti della Resistenza fin dal loro inizio, ma volendo riprendere il suo posto in un'unità aerea da combattimento, nell'ottobre 1942 fuggì dalla Francia passando per la Spagna, dove fu internato, in compagnia del suo amico Jacques Mathis. Raggiunta la Gran Bretagna, una volta arrivato a Londra entrò nelle Forces aériennes françaises libres l'8 gennaio 1943.
Si offrì volontario per servire nel Groupe de Chasse 3 Normandie-Niémen, destinato ad operare sul  fronte orientale, entrando in servizio a Kationki, Unione Sovietica,  il 9 giugno 1943. Le sue capacità di pilota e la sua voglia di combattere gli permisero di essere arruolato quasi immediatamente e di partecipare alle offensive della sua nuova unità nella regione di Orël, sul fronte centrale sovietico. Il 16 luglio, pilotando uno Yakovlev Yak-1, conseguì la sua prima vittoria aerea abbattendo un Messerschmitt Bf 110 sopra Krasnikovo.
Aveva al suo attivo una vittoria aerea, 1.014 ore di volo e 13 missioni di guerra quando scomparve in combattimento aereo il 17 luglio 1943, lo stesso giorno del comandante Jean Tulasne, mentre affrontava caccia nemici in numero superiore nel settore Znamenskaïa, circa 20 chilometri a nord-ovest di Orël. Il suo corpo non è mai stato ritrovato.